# ديفيد تيريل (لاعب كرة قدم أمريكية)
ديفيد تيريل (بالإنجليزية: David Terrell)‏ هو لاعب كرة قدم أمريكية أمريكي، ولد في 8 يوليو 1975 في فلويدادا في الولايات المتحدة.

## وصلات خارجية
- ديفيد تيريل على موقع مرجع كرة القدم المحترفة.كوم (الإنجليزية)